# Old Byland
Old Byland är en by i civil parish Old Byland and Scawton, i kommunen North Yorkshire, i grevskapet North Yorkshire, i England. Byn är belägen 13 km från Thirsk. Old Byland var en civil parish fram till 1986 när blev den en del av Old Byland and Scawton. Civil parish hade 68 invånare år 1961. Byn nämndes i Domedagsboken (Domesday Book) år 1086, och kallades då Begeland.